# Irrebach

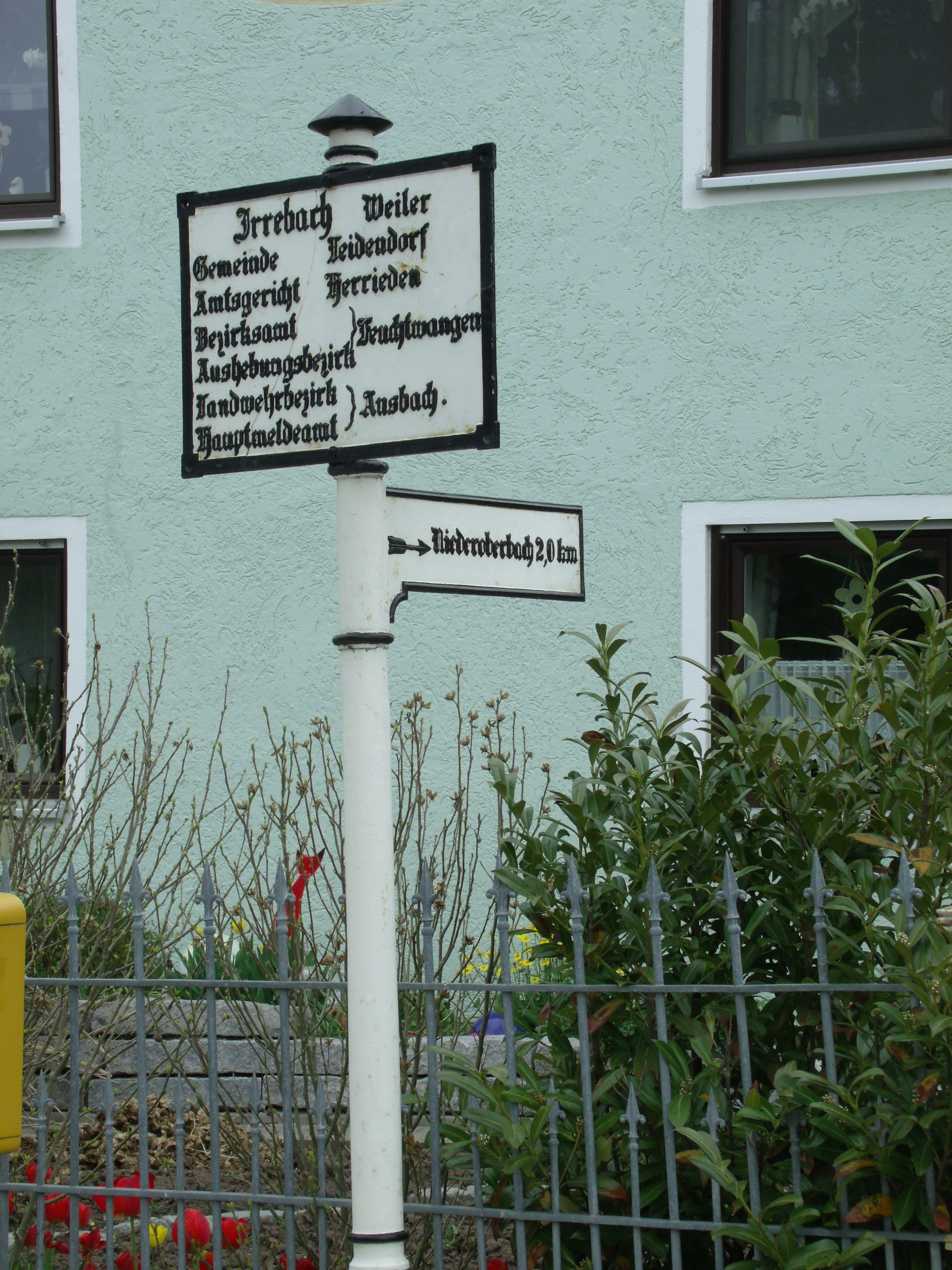
Historisches Ortsschild und Wegweiser

Irrebach ist ein Gemeindeteil des Marktes Weidenbach im Landkreis Ansbach (Mittelfranken, Bayern). Irrebach liegt in der Gemarkung Leidendorf.

## Geografie
Durch das Dorf fließt der Irrebach, ein linker Zufluss der Altmühl, und es münden dort der Weiher- und Waldgraben als rechte Zuflüsse und der Straßenwiesenbach als linker Zufluss in den Irrebach. Im Südosten liegt das Flurgebiet Steinhärdlein, 0,5 km nördlich liegt das Starenfeld. Der Ort liegt an der Staatsstraße 2220, die nach Weidenbach (2,7 km östlich) bzw. nach Kleinried führt (2 km südwestlich).

## Geschichte
Irrebach hat sich um ein Mühlenanwesen entwickelt, das wahrscheinlich aus dem Erbe der Dornberger stammt und das die Herren von Heideck als eine der beiden Erben der Dornberger als Lehen vergaben. Die urkundlichen Nachrichten beginnen ab 1388.
Der Ort lag im Fraischbezirk des ansbachischen Oberamtes Ansbach. Gegen Ende des 18. Jahrhunderts gab es 11 Untertansfamilien, von denen eines ansbachisch war, drei hatten das eichstättische Stadtvogteiamt Ornbau als Grundherrn. Von 1797 bis 1808 unterstand der Ort dem Justiz- und Kammeramt Ansbach.
Im Rahmen des Gemeindeedikts wurde Irrebach dem 1808 gebildeten Steuerdistrikt Weidenbach und der wenig später gegründeten Ruralgemeinde Weidenbach zugeordnet. Mit dem Zweiten Gemeindeedikt (1818) wurde Irrebach in die neu gebildete Ruralgemeinde Esbach umgemeindet. Spätestens 1846 ging diese Gemeinde in der Ruralgemeinde Leidendorf auf, wie aus dem Statistisches Hand- und Adreßbuch von Mittelfranken hervorgeht. Im selbigen Werk wird erwähnt, dass es im Ort einen Gastwirt, einen Schmied, einen Brandweinbrenner, eine Ölmühle, einen Weber sowie ein nach Sommersdorf gehörendes Hirtenhaus gab. Sechs Familien des Ortes unterstanden bis 1848 der Patrimonialgerichtsbarkeit der Herren von Sommersdorf und Thann.
Am 1. Juli 1971 wurde Irrebach im Zuge der Gebietsreform in Bayern in den Markt Weidenbach eingegliedert.

### Baudenkmäler
- Haus Nr. 3 aufgeführt, ein zweigeschossiges Wohnstallhaus, dessen Türsturz mit „18 JMZ 34“ bezeichnet ist.[12]
- In der Ortsmitte steht ein Ortsschild und Wegweiser nach Niederoberbach, um 1860/70 aus Gusseisen gefertigt.[13][14]

### Einwohnerentwicklung
| Jahr      | 001818 | 001840 | 001861 | 001871 | 001885 | 001900 | 001925 | 001950 | 001961 | 001970 | 001987 |
| Einwohner | 72     | 71     | 77     | 72     | 65     | 66     | 57     | 105    | 61     | 49     | 50     |
| Häuser    | 15     | 12     |        |        | 12     | 12     | 11     | 11     | 13     |        | 13     |
| Quelle    | [ 16 ] | [ 9 ]  | [ 17 ] | [ 18 ] | [ 19 ] | [ 20 ] | [ 21 ] | [ 22 ] | [ 23 ] | [ 24 ] | [ 1 ]  |

## Religion
Der Ort ist seit der Reformation evangelisch-lutherisch geprägt und bis heute nach St. Georg (Weidenbach) gepfarrt. Die Einwohner römisch-katholischer Konfession waren ursprünglich nach St. Nikolaus (Burgoberbach) gepfarrt, heute ist die Pfarrei St. Jakobus (Ornbau) zuständig.

## Vereine
- Rad- und Motorfahrerverein RIKE Irrebach[26]
- Freiwillige Feuerwehr Irrebach